# Hall Drain (Muskegon County)
Der Hall Drain ist ein etwa sieben Kilometer langer Entwässerungskanal im Muskegon County im US-Bundesstaat Michigan.
Er entsteht im Moorland Township im Norden des County, führt erst nach Westen und dann entlang der Moorland Road nach Süden. Der Hall Drain mündet schließlich in den Muskegon Newaygo Drain.